# История Индии
История Индии началась с возникновения Хараппской цивилизации, расположившейся в долине реки Инд, наибольший расцвет которой пришёлся на 3-е тысячелетие до н. э. В XVIII веке до н. э. Хараппская цивилизация исчезла по неизвестным причинам. За Индской цивилизацией последовал ведийский период, продолжавшийся вплоть до V века до н. э. Ведийская цивилизация послужила основой для индуизма и других культурных аспектов раннего индийского общества и культуры.
Начиная с VI века до н. э., на территории Индии появилось множество Махаджанапад — независимых княжеств и республик. В III веке до н. э. большая часть Южной Азии объединилась в Империю Маурьев под управлением Чандрагупты Маурьи. Наибольшего расцвета империя достигла при правлении буддийского царя Ашоки. В начале II века до н. э. Индия пережила череду нападений со стороны Центральной Азии, результатом которых стало образование на территории Индийского субконтинента Индо-греческого, Индо-скифского и Индо-парфянского царств, а также Кушанской империи. В IV веке начался период правления династии Гуптов, который принято считать «золотым веком» Индии.

## Периодизация истории Индии
Советские историки К. А. Антонова, Г. М. Бонгард-Левин, Г. Г. Котовский в вышедшей в 1973 году монографии по истории Индии предлагали выделить следующие периоды:
- Индия в древности
  - Древнейшая Индия
    - Индия в период каменного века
    - Хараппская цивилизация (III тыс. до н. э.)
    - Индоарии и цивилизация в долине Ганга (II тыс. до н. э.)

  - Индия в магадхско-маурийскую эпоху (I тыс. до н. э.)
  - Индия в кушано-гуптский период (начало I тыс. н. э.)
- Индия в средние века
  - Индия VI—XII вв.
  - Индия в период Делийского султаната(XIII—XVI вв.)
  - Индия в период могольской империи (XVI—XVIII вв.)
- Индия в новое время
  - Английское завоевание Индии (XVIII—XIX вв.)
  - Великое народное восстание 1857—1859 гг.
- Индия в новейшее время (XX в.)
  - Индия в годы второй мировой войны (1939—1945)
  - Индийский Союз (1947)
  - Республика Индия (1950)

Британская энциклопедия также выделяет
- Ранний доисторический период (The early prehistoric period: палеолит, мезолит, первые поселения)
- Индская цивилизация (The Indus civilization)
- Ведический период (Vedic period)
- Империя Маурьев (The Mauryan empire)
- Мусульманский период (Muslim period)
- Европейская экспансия (European expansion)
- Республика Индия (The Republic of India)

## Доисторическая Южная Азия

### Каменный век в Южной Азии
Древнейшими в Азии артефактами эпохи палеолита являются каменные орудия и три кости коров с отметинами, оставленными этими инструментами, возрастом 2,6 млн лет, найденные индийско-французскими специалистами в районе холмов Сивалик в 300 км к северу от Нью-Дели. Ашельские орудия из Аттирампаккама имеют средний возраст 1,51 ± 0,07 млн лет назад. Орудия технологии Леваллуа появилась в Аттирампаккаме около 385 000 (± 64 000) лет назад. На стоянке Аттирампаккам в 60 км от города Ченнаи нашли более 7 тысяч каменных орудий, которые термолюминесцентным методом датируются возрастом от 172 до 385 тысяч лет назад. В долине реки Нармада был обнаружен череп близкий к яванскому Homo erectus (питекантроп), но более прогрессивный. Описан как подвид Homo erectus narmadiensis в 1985 году. Датировка — более 236 тыс. л. н. (минимальная дата).
В местонахождении Одаи (штат Тамилнад) были найдены останки пятимесячного ребёнка, которые относят либо к виду Homo erectus, либо к ранним Homo sapiens. Феррикреты (железные панцири) на побережье штата Керала и похожие на них феррикреты в Одаи датируются возрастом 187 тыс. лет.
Находки соанской культуры, названной по реке Соан, встречаются в регионе Сивалик.
В Джвалапураме на юге Индии перерыва в археологических культурах, синхронных извержению Тоба 74 тыс. лет назад, не наблюдается. В долине реки Сон в штате Мадхья-Прадеш каменная индустрия Леваллуа в Дхабе (Dhaba locality) оставалась неизменной в период с 79,6 ± 3,2 тыс. л. н. до 65,2 ± 3,1 тыс. л. н. даже после извержения вулкана Тоба ~74 тыс. л. н. Каменная индустрия из Дхабы сильно напоминает каменные орудийные комплексы Африки (африканский средний каменный век (MSA)), Аравии, а также самые ранние артефакты Австралии. Технология Леваллуа отсутствует в Дхабе выше слоя E, датируемого возрастом 47,5 ± 2,0 тыс. л. н. Около 48 тыс. л. н. в Дхабе появилась микролитическая технология. Основываясь на косвенных данных, антропологи (Г. Ф. Дебец, В. П. Алексеев) предполагают что население Индии в эпоху позднего (верхнего) палеолита было преимущественно австралоидным. На юге Индии архаические первобытные культуры дожили до исторического времени.
Неолитическая революция достигает территории Индии в VII тыс. до н. э. в долине Инда и Сарасвати развивается производящее хозяйство (пшеница, ячмень, чечевица). Поселение Лангхнадж (Гуджарат) обнаруживает следы керамики, а человеческие останки несут следы смешения средиземноморской и веддоидной рас. В эпоху Мергархской раннеземледельческой культуры человек нашёл эффективный способ получения продуктов питания, оптимальный для данного региона: развитие земледелия, охотничьего промысла и зарождающегося скотоводства (в форме овцеводства). Это создавало все необходимые условия для перехода на качественно новую ступень — формирование нового культурно-исторического комплекса. Корни индийского рисоводства являются дискуссионными, наиболее вероятной считается версия о заимствовании этой культуры из Юго-Восточной Азии. Следы религиозных представлений того времени представлены в фигурках змей (наги).

### Индская цивилизация
В III тыс. до н. э. дравидами создаётся первая индийская цивилизация, получившая название Индской или Хараппской (города Ракхигархи, Дхолавира, Лотхал). У индских дравидов были развиты строительство, металлургия бронзы, мелкая скульптура. В отличие от Египта и Месопотамии, для Индской цивилизации совсем не характерна монументальная скульптура. Все сохранившиеся изображения небольшого размера. В зачатке находились частнособственнические отношения, а в основе сельского хозяйства лежало ирригационное земледелие. Важная роль отводилась внешней торговле: у Хараппской цивилизации было сообщение с Месопотамией, Средней Азией, прямые торговые контакты доходили до Шумера и Аравии.
Закат Индской цивилизации приходится на XVII—XIV века до н. э.(?). Точно причина упадка не установлена, но известно, что в это время дравидское население сдвигается на юго-восток и утрачивает былой уровень развития (Ирула). Вероятно, это было вызвано ухудшением природных условий или миграционными процессами, проходившими в это время между Кавказом и долиной Инда.

### Ведическая цивилизация
Примерно во II тыс. до н. э. начинаются индоарийские миграции, в результате которых на территории Индии появляются господствующие там ныне народы: хиндустанцы, бихарцы, бенгальцы, маратхи (народ) и др. Основным занятием индоарийских племен, называющих себя ариями и говоривших на санскрите было скотоводство (отсюда священная корова), ударной силой их войска были колесницы (ратха). Героический эпос этого периода (Рамаяна) сообщает даже о походах на остров Шри-Ланка. Древнейшим городом Индии считается Варанаси, расположенный на левом берегу Ганга. Согласно легендам, город был основан богом Шивой около 5000 лет назад. Считается, что возраст Варанаси составляет около 5000 лет.
Ведийский период продолжался вплоть до V века до н. э. Ведийская цивилизация послужила основой для индуизма и других культурных аспектов раннего индийского общества.

## Древняя Индия
К VI веку до н. э. на территории Индии появилось 16 Махаджанападов — княжеств. Самым крупным из них была Магадха, с городами Раджгир и Патна (ныне штат Бихар). В этом княжестве правила династия Нанда. В это время начались индийские походы персидского царя Кира, покорившего себе северо-западно-индийское племя гандхара и бравшего дань с ассакенов, то есть индусов Ашвака. Этим же временем датируется острый религиозный кризис, который привёл к появлению шрамана, джайнизма и буддизма.
В 327 году до н. э. Александр Македонский предпринял поход по завоеванию Индии. Некоторые области ему удалось подчинить, но племена Северо-Западной Индии оказали сопротивление. Одержав ряд блестящих побед, Александр отказался продолжить восточный поход и в 325 до н. э. ушёл из Индии. Встреча древнегреческой цивилизации с цивилизацией между Гангом и Гималаями способствовала не только сближению Индии с эллинистическим миром, когда греческое и отчасти персидское влияние стали проникать в западные районы Северной Индии. Индийская цивилизация также оказала некоторое влияние на развитие культуры эллинистических стран, в частности, в области медицины и философии (гимнософисты), а также в сельском хозяйстве (домашняя курица, хлопок). Окончательно греки были изгнаны с индийских территорий после восстания 317 до н. э.

### Империя Маурьев
На волне антигреческой борьбы Пенджаб и долина Инда объединилась под правлением Чандрагупты из рода Маурьев, который впервые создал единую североиндийскую державу с долинами Инда и Ганга. В конце IV века до н. э. Чандрагупта завоевал Царство камбоджей, Гандхару и смежные области Восточного Ирана.
Преемниками Чандрагупты были Биндусара (298—268 до н. э.) и Ашока (268—231 до н. э.), наиболее могущественный правитель за всю историю Древней Индии. После воцарения он истребил всех своих братьев и развязал опустошительные войны на юге, присоединив почти весь Декан. Однако позже тиранизм Ашоки сменяется политикой «распространения добра» внутри империи, основной целью которой было духовное объединение населения разных частей огромной страны. Важной чертой было особое покровительство буддизму, хотя и обещалась защита всем религиям. Философия буддизма имела глубокие корни в уже установившихся традициях и обычаях. В течение многих веков буддизм мирно сосуществовал с ведийской религией, у которой он позаимствовал некоторые обряды и божества. В эпоху Ашоки зафиксирована письменность брахми.
Окончательно династия Маурьев была свергнута в Магадхе (Восточная Индия) в 180 году до н. э.. На смену ей пришла династия Шунги, которая отличалась крайней антибуддийской направленностью.

### Индо-греческое царство
На Западе Индии, напротив, образовалось буддийское Индо-греческое царство, основанное в 180 г до н. э. греко-бактрийским царем Деметрием. Известно, что правитель индо-греческого царства Менандр I, имея греческое происхождение обратился в буддизм и всячески ему покровительствовал.

### Индо-скифское царство
Великое переселение народов, инициированное движением хунну в Китае привело к миграции юэчжи, которые примерно в 155 г. до н. э. потеснили со своих кочевий среднеазиатских скифов (саков). Те, в свою очередь двинулись в пределы эллинистической Бактрии, царь которой Менандр направил энергию кочевников на дальнейшее завоевание Индии, расселив их на юго-восточной границе своих владений (Гандхара, Гуджарат). 80 г. до н. э. на индо-бактрийской границе образовалось Индо-скифское царство, первым правителем которого был Май.

### Кушанское царство
В 20 году на территории Центральной Азии (Бактрия ставшая Тохаристаном) образовалось Кушанское царство. Кушаны представляли собой не этническое, а политическое образование. Основу их составляли юэчжи, который быстро восприняли бактрийский язык. Кушанские правители стали нападать на территорию Индии. К 87 году они завоевывают Индо-скифское царство. При царе Канишке Кушанское государство достигло наибольшего расцвета, причём официальной религией в нём стал буддизм. Одним из центров Кушанского царства на территории Индии стала Матхура (ныне Уттар-Прадеш). В III веке Кушанское царство утратило последние территории под натиском сасанидского Ирана. Его южная часть обособилась под управлением индо-скифской династии как Западные Кшатрапы.

### Государство Гуптов
Начиная с III века, в истории Индии начался период правления династии Гупта, который принято считать «золотым веком» Индии.
В Южной Индии в разное время доминировало несколько династий, включая такие как Чалукья, Чера, Чола, Кадамба, Паллава и Пандья. Под покровительством этих правителей в Индии расцвели науки, инженерия, искусство, литература, астрономия и философия.
Следующей объединительницей северной Индии стала династия Гуптов, царь которой Самудрагупта (335—380 гг.) в своих походах достиг Гималаев и верхнего Инда. Его сын Чандрагупта II Викрамадитья (380—415 гг.) ввёл Индию в «золотой век» её развития.
Однако и могущественная держава Гуптов не смогла противостоять ещё одному вторжению с северо-запада, на этот раз организованное ираноязычными кочевниками эфталитами, в IV—V веках создавшими государство, которое включало в себя и территорию гуптской Индии. Это событие условно считают окончанием древней истории Индии.

### Раджпутский период
Эфталиты, скифы и юэчжи интегрировались в состав индийского общества, образовав общности гуджаров и раджпутов. Они взяли на себя функцию кшатриев и сделались ревностными защитниками индуизма. При их поддержке к власти в Северной Индии пришла династия Гурджара-Пратихара, правившая до начала мусульманского завоевания. Именно раджпуты в 736 году построили будущую столицу Индии Дели. В 738 году им удалось отразить натиск арабов.

## История Индии Средних веков

### Делийский султанат
Первыми мусульманскими правителями исторической Индии были персоязычные тюрки Газневиды, столицей которых стал Лахор (ныне Пакистан). Первыми мусульманскими завоевателями собственно Индии были отделившиеся от Газневидов Гуриды. В 1192 году султан Мухаммад Гури наносит поражение раджпутам, а территории современного штата Харьяна и захватывает Северную Индию. Султан Кутб ад-дин Айбак в 1206 году впервые сделал Дели столицей Индии, где был построен минарет Кутб-Минар. До этого его ставка располагалась в Лахоре. При нём ислам распространился на Бенгалию (ядро будущего государства Бангладеш). Военная аристократия султаната была тюркской, а официальный язык персидским. В 1297 году делийские султаны захватили Гуджарат (там возник Гуджаратский султанат), а затем распространили свою власть на Малву (центральный Индостан) и Тамилнад (южный Индостан), где образовался Мадурайский султанат. В 1398 году тюркский правитель Тамерлан начал свой Индийский поход против Делийского султаната.
В XIV веке в центральной Индии появилось ещё одно обособленное мусульманское государство Бахманийский султанат, из которого затем выделились Деканские султанаты. К югу от них лежала индуистская Виджаянагарская империя

### Империя Великих Моголов
В 1526 году ещё один тимуридский правитель из Ферганы Бабур положил конец Делийскому султанату и основал Империю Великих Моголов. На следующий год Бабур разгромил раджпутов в районе Агры. Значительную роль в его победе сыграло использование огнестрельного оружия. Моголами новых правителей Индии называли потому, что они возводили свой род к Тамерлану, считая его монголом. В дальнейшем моголы стали символом роскоши, а их семейная реликвия Кохинур впоследствии стала украшать корону английской королевы. При правителе Акбаре был найден компромисс между индуизмом и исламом. Столицей Великих Моголов стала Агра (ныне штат Уттар-Прадеш). Внук Акбара Шах-Джахан построил к 1653 году знаменитый Тадж-Махал для своей возлюбленной Мумтаз-Махал.
Тем не менее несколько туземных королевств, такие как Империя Виджаянагара, продолжали своё существование на юге полуострова, вне зоны досягаемости Моголов. В начале XVIII века, после смерти императора Аурангзеба в 1707 году, Империя Моголов пришла в упадок, и вместо неё доминирующее положение в регионе заняла Империя Маратхов.
С приходом к власти Ранджита Сингха и его коронацией в 1801 году, конфедерация сикхов преобразовалась в империю, доходившую от Кабула и Кандагара до границ Тибета, с населением, на 80 % состоявшем из мусульман, 10 % индуистов и 10 % сикхов. Сердцем государства был Пенджаб.

## История европейских колоний в Индии
Начиная с XVI века, несколько европейских стран, включая Португалию, Нидерланды, Францию и Великобританию, будучи заинтересованными в торговле с Индией, захватили власть в раздробленных королевствах полуострова и начали битву за установление колоний на территории Индии. Британцы оказались успешнее остальных колонизаторов и к 1856 году большая часть Индии оказалась под контролем Британской Ост-Индской компании. Годом позднее произошло охватившее всю Индию восстание индийских военных подразделений и царств, которое получило название Первой войны за независимость или Восстания сипаев. Оно бросило вызов контролю Британской компании, но в конце концов было подавлено. В итоге Британская Ост-Индская компания была ликвидирована и Индия перешла под непосредственное управление Британской короны как колония Британской империи. Эксплуатация индийских колоний была важнейшим источником накопления английских капиталов и промышленной революции в Англии.

### Португалия
После двух путешествий Васко да Гама (1498—1502), Афонсу д’Албукерки (1503) и первого португальского вице-короля Индии Франсишку ди Альмейды (1505) португальцы под предводительством Албукерка (1510) захватили Гоа, впоследствии столицу португальских колоний в Индии, а в 1538 году основали факторию на Гугли, около нынешней Калькутты. С начала XVI века до XVII века им принадлежала монополия торговли с Индией, но уже в 1580 году, когда Португалия соединилась с Испанией (при Филиппе II), интересы первой отодвинулись на задний план.
В 1640 году Португалия стала опять независимой, но к этому времени голландцы и англичане получили в Индии подавляющий перевес, так что колонии португальцев очень быстро пришли в полный упадок, и впоследствии из них остались только Гоа, Даман и Диу (на западном берегу), всего около 1100 км² с полумиллионным населением (на 1900 год).

### Нидерланды
Голландцы были первыми европейцами, разрушившими португальскую монополию в Индии. В 1602 году из нескольких мелких компаний окончательно образовалась Голландская Ост-Индская компания. Главная фактория её была в Амбоине.
В 1652 году основана первая фактория в Палаколлу на Мадрасском берегу, а в 1658 году голландцы взяли Джаффнапатам, последнюю твердыню португальцев на Цейлоне.
Между 1661 и 1664 годами они отняли у португальцев все их колонии на Малабарском берегу. Но первенство голландцев в Индии продолжалось недолго: в 1759 году они были разбиты британцами при Чинсурахе и вынуждены подписать постыдные условия.
В течение войн с Францией с 1793 по 1815 год Англия отобрала у Нидерландов почти все её восточные колонии. После всех этих поражений Нидерланды 1824 году были вынуждены подписать англо-голландскую конвенцию, по которой они передали Великобритании все свои владения в Индии и связанные с ними торговые права, так что в Индии не осталось ни одного клочка земли, принадлежащего Нидерландам.

### Франция
Первая Французская Ост-Индская компания была основана в 1604 году. За ней последовали: 2-я (1611), 3-я (1615), 4-я (1642, Ришельё), 5-я (Кольбера, 1664).
В 1674 году был основан Пондишери на Коромандельском берегу, а в 1676 году — Чандернагор.
Шестая компания образована путём слияния нескольких (Ост-Индской, Вест-Индской, Китайской, Сенегальской) торговых компаний (1719). Ей были дарованы королём исключительные права, отобранные в 1769 году. В 1790 году она была уничтожена Национальным собранием.

### Другие страны

#### Дания
Приобретения других европейских государств в Индии были незначительны. Значительнее других были датские колонии. Первая Датская Ост-Индская компания была основана в 1612 году, вторая — в 1670 году. В 1616 году основаны были датские колонии в Транквебаре и Серампоре, купленные впоследствии (1845) англичанами. Другие датские колонии были Порто Ново, Эддова и Гольчери на Малабарском берегу.

#### Австрия
В 1723 году была основана Остендская компания, которая добилась лишь незначительных успехов из-за активного противодействия других государств и в 1731 году была ликвидирована.
В 1775 была основана Австрийская Ост-Индская компания, которая также не добилась значительных успехов и закрылась в 1785 году.

#### Швеция,Пруссия
Также недолговечны были Шведская Ост-Индская компания (1731) и две прусских «Ост-Индских компании» (1750 и 1753). Из всех европейцев лишь англичане сумели утвердиться в Индии.

### Великобритания
Первая английская (Лондонская) Ост-Индская компания была создана в 1600 году. Англичане постепенно наращивали своё влияние в Индии.
В середине XVIII века между государствами индийского региона Карнатика, возникшими на обломках империи Великих Моголов, начались конфликты, за которыми стояли и которых направляли европейские колонизаторы в лице Британской и Французской Ост-Индских компаний. От европейских колонизаторов основными игроками выступали француз Жозеф Франсуа Дюпле, в 1742 году ставший губернатором Французской Индии, и англичанин Роберт Клайв. В результате трёх войн Британская Ост-Индская компания обеспечила себе на территории Индии значительное преимущество над другими европейскими торговыми компаниями, а сфера влияния Французской Ост-Индской компании оказалась фактически ограничена Пондишери.
Роберт Клайв в 1756—1757 годах одержал крупные военные победы и прочно закрепился в Бенгалии, постепенно расширяя сферу своего управления или влияния на всю Индию, умело играя на противоречиях между навабами и осуществляя военные операции. После Клайва в Индии был учреждён пост генерал-губернатора от Ост-Индской Компании.
После перехода Бенгалии под управление компании англичане ввели на её территории внутренние таможни, монополизировали важнейшие отрасли внутрибенгальской торговли. Сотни тысяч бенгальских ремесленников были принудительно прикреплены к факториям компании, куда обязаны были сдавать свою продукцию по минимальным ценам, часто им вообще ничего не платили. Резко выросли налоги, в том числе в два раза увеличился поземельный налог.
В 1757 году войска Британской Ост-Индской компании во главе с Робертом Клайвом захватили богатое навабство Бенгалия и разграбили бенгальскую казну (изъято ценностей на сумму в 5 млн. 260 тыс. фунтов стерлингов). Англичане монополизировали внешнюю торговлю Бенгалии, а также важнейшие отрасли внутрибенгальской торговли. Сотни тысяч бенгальских ремесленников были принудительно прикреплены к факториям компании, куда обязаны были сдавать свою продукцию по минимальным ценам. Резко выросли налоги.
Результатом был страшный голод 1769—1773 годов, во время которого погибло от 7 до 10 миллионов бенгальцев. В 1780—1790-х годах голод в Бенгалии повторился: погибло несколько миллионов человек. По подсчётам известного американского историка Б. Адамса, в первые 15 лет после присоединения Индии англичане вывезли из Бенгалии ценностей на сумму в 1 млрд фунтов стерлингов.
Англо-майсурские войны велись в 1767—1799 годах Ост-Индской компанией за захват индийского княжества Майсур.
В ходе трёх англо-маратхских войн (1775—1782, 1803—1805, 1817—1818) британцы отобрали у маратхов Дели и некоторые другие территории, маратхские князья превратились в вассалов Ост-Индской компании.
В 1824 году была заключена англо-голландская конвенция, по которой Нидерланды передали Великобритании все свои владения в Индии и связанные с ними торговые права.
После перехода всего Индостана под власть британских колониальных администраций голод стал распространяться и на другие территории. Во многом это стало результатом сознательной политики британских властей по разорению местного ремесленного производства, в результате чего рынок освобождался для британских промышленных товаров. По сообщению британского генерал-губернатора от 1834 года: «Равнины Индии белеют костями ткачей».
К 1840 году англичане правили большей частью Индии. Безудержная эксплуатация индийских колоний была важнейшим источником накопления английских капиталов и промышленной революции в Англии.
1. 1800—1825 годы — от голода умер 1 млн человек,
2. 1825—1850 годы — 400 тыс.,
3. 1850—1875 годы — поражены Бенгалия, Орисса, Раджастан, Бихар, умерло 5 млн,
4. 1875—1900 годы — умерло 26 млн[23]

В период «большого голода» 1876—1878 годов, поразившего в первую очередь, Бомбей и Мадрас, погибло по данным английской администрации около 2,5 млн, а по индийским данным — около 10 млн человек.
В 1857 году восстали сипаи (солдаты индийского происхождения в британской колониальной армии), и английские власти лишь путём больших усилий и серьёзного кровопролития смогли восстановить свою власть. После этого вместо упразднённой Ост-Индской компании Индией стала управлять непосредственно королева, от которой назначался вице-король.
Британцы строили в Индии железные дороги, налаживали регулярную почтовую связь, создавали промышленные предприятия, Британское правление и английский язык помогали сплачивать говорящую на разных языках страну в нечто единое и цельное. Это стало основой для становления национального самосознания. В 1885 году возникла партия «Индийский национальный конгресс». В 1890 году сформировалось «левое» — радикальное течение. Им руководил Бал Гангадхара Тилак.

#### Британская Индия в XX веке
В начале XX века в Индии стал постепенно развиваться капитализм, прежде всего, в текстильной отрасли, росло количество промышленных рабочих.
В 1911 году резиденция британского вице-короля Индии была перенесена в Дели (до этого его резиденцией была Калькутта).
Британская Индия вступила в Первую мировую войну одновременно с Великобританией, которая объявила войну Германии 4 августа 1914 года. Индийские войска участвовали в боевых действиях в Европе, Средиземноморье, Африке и на Ближнем Востоке.
Ещё в начале войны конспиративная революционная деятельность индийских националистов, поддерживаемых Германией, стала представлять серьёзную опасность для британских властей. В марте 1919 был принят жёсткий Закон об охране порядка, в ответ на что ставший к тому времени известным общественным деятелем Махатма Ганди призвал провести в Индии хартал, то есть прекращение хозяйственной деятельности, всеобщую забастовку. Вскоре в стране начались волнения, что побудило Ганди отменить хартал. Но к тому времени обострилась обстановка в Пенджабе. 13 апреля 1919 года в Амритсаре войска под командованием бригадного генерала Реджинальда Дайера открыли огонь по демонстрантам, было убито почти 400 человек.
В первой половине XX века Индийский национальный конгресс и другие политические организации положили начало индийскому национально-освободительному движению. В 1920 и 1930-е годы миллионы индийцев последовали за Махатмой Ганди, который начал массовую кампанию гражданского неповиновения, известную как сатьяграха, основанную на принципе ахимсы (ненасилия).
В 1929 году вице-король лорд Ирвин объявил о том, что будут проведены реформы с целью получения Индией статуса доминиона. Но рабочий комитет Индийского национального конгресса заявил, что не может быть настоящей свободы, пока не прекращена связь с Великобританией.
В 1930, 1931 и 1932 годах были проведены три конференции круглого стола между представителями от индийской стороны и от правительства и представителями трёх ведущих политических партий в парламенте Великобритании. Вскоре после завершения первой конференции Круглого стола был заключён пакт Ирвина — Ганди, по которому Индийский национальный конгресс прерывал акцию неповиновения, а правительство выпускало из тюрем политических заключённых. Но после окончания второй конференции Конгресс вновь начал акции протеста. Вспыхнули беспорядки, и Ганди был арестован.
Под нажимом освободительного движения британское правительство издало в 1935 г. Закон об управлении Индией, предусматривавший создание законодательного (фактически — совещательного) органа и предоставление избирательных прав верхушке индийского общества.

##### Индия во время Второй мировой войны
Индия вступила в войну 3 сентября 1939 г., вместе с Великобританией. Вскоре лидеры Индийского национального конгресса потребовали от британского правительства сообщить о его планах в отношении Индии после окончания войны. В октябре 1940 Конгресс начал кампанию гражданского неповиновения. В марте 1942 британское правительство предложило разработать конституцию страны с помощью специального выборного органа, сформированного в Индии непосредственно после окончания войны; высказывалась готовность передать индийским политическим кругам власть во всех сферах, кроме обороны. Но эти предложения были отвергнуты, начались волнения, Ганди и другие ведущие деятели Конгресса были арестованы.
23 марта 1942 года японские войска высадились на Андаманских островах.
С 26 апреля 1942 г. британские войска начали отступление из Бирмы в Индию. В ходе отступления на север 38-я и 22-я китайские дивизии оказались отрезанными от Китая, и им пришлось также пробиваться в Индию. Эти войска были собраны в городке Рамгарх одноимённого округа, где получили американское вооружение и экипировку, а за их обучение взялись американские инструкторы. Официальным командующим китайскими войсками в Индии стал американский генерал Джозеф Стилвелл. В результате в Британской Индии появилось возглавляемое американцами китайское соединение — Командование северного боевого района.
В 1943 году в Бенгалии начался массовый голод, от которого умерло не менее полутора миллионов человек.
Летом 1943 года в Сингапур из Германии прибыл один из бывших лидеров Индийского движения за независимость — Субхас Чандра Бос, который начал набирать из индийских военнопленных, согласных перейти на сторону японцев, Индийскую национальную армию.
Несмотря на то, что командующий 15-й армией Рэнъя Мутагути настаивал на крупном наступлении в Индии с целью вызвать антибританское восстание, ему дали согласие лишь на ограниченную операцию. Состоявшееся в начале 1944 года сражение за Импхал завершилось поражением японцев. Вместе с проходившей одновременно с ней Кохимской битвой, в результате которой окружённые войска союзников в Импхале были освобождены, сражение стало поворотным моментом в Бирманской кампании, части Юго-Восточно-Азиатского театра Второй мировой войны. Поражения при Кохиме и Импхале стали крупнейшими поражениями в истории Японии на тот момент.
В мае 1944 года были освобождены из заключения Ганди и другие лидеры Конгресса.

##### Раздел Британской Индии
В январе 1946 года произошла серия мятежей в армии, начавшаяся с мятежа индусов, служивших в Королевских ВВС, и недовольных слишком медленной репатриацией. В феврале 1946 года произошёл также мятеж в Королевском ВМФ в Бомбее, и затем другие мятежи в Калькутте, Мадрасе и Карачи.
Также в начале 1946 года прошли новые выборы, на которых Конгресс победил в 8 из 11 провинций. Между ИНК и Мусульманской лигой начались переговоры о разделе Индии. 16 августа 1946 года мусульмане объявили День прямого действия с требованием создания в Британской Индии исламского национального очага. На следующий день в Калькутте начались столкновения между индусами и мусульманами, быстро распространившиеся по всей Индии. В сентябре было назначено новое правительство, в котором премьер-министром стал индус Джавахарлал Неру.
Лейбористское правительство Британии осознало, что страна, истощённая Второй мировой войной, более не имеет ни международной поддержки, ни поддержки местных сил, чтобы далее удерживать власть над Индией, погружающейся в пропасть межобщинных беспорядков. В начале 1947 года Британия объявила о намерении вывести свои силы из Индии не позднее июня 1948 года.
С приближением независимости, столкновения между индусами и мусульманами продолжили обостряться. Новый вице-король, лорд Маунтбеттен, предложил разработать план раздела. В июне 1947 года представители Конгресса, мусульман, общины неприкасаемых, и сикхов согласились на раздел Британской Индии по религиозному принципу. Области с преимущественно индуистским и сикхским населением отходили к новой Индии, с преимущественно мусульманским — к новой стране, Пакистану.
14 августа 1947 года был основан доминион Пакистан, в котором лидер мусульман был назначен генерал-губернатором. На следующий день, 15 августа, Индия была объявлена независимым государством. Главой Индийского союза считался король Великобритании, однако фактически правительство возглавлял премьер-министр Джавахарлал Неру. Интересы монарха в Индии по-прежнему представлял генерал-губернатор Индии (который, в отличие от своих предшественников, уже не именовался вице-королём).

## Независимая Индия
Сразу после обретения независимости в Индии было сформировано правительство во главе с премьер-министром Джавахарлалом Неру. В стране произошли кровавые столкновения между индусами, мусульманами и сикхами. Происходило массовое переселение мусульман в Пакистан, а индусов в Индию. Около 12 млн жителей стали беженцами, менее чем за год погибло примерно 0,5 млн человек. 30 января 1948 года индуистом-фанатиком был убит Махатма Ганди.
Правители туземных княжеств должны были решить, вступать им в состав Индии или Пакистана. Мирная интеграция подавляющего большинства княжеств не вызвала осложнений. Серьёзные конфликты возникли там, где вероисповедание правителя не совпадало с вероисповеданием большинства подданных — в Джамму и Кашмире (Кашмирский конфликт), в Хайдарабаде (Операция Поло) и в Джунагадхе (Интеграция Джунагадха в состав Индии).
Кашмирский конфликт вызвал войну с Пакистаном в 1947—1948 годах. Отношения с Пакистаном стали главным вопросом внешней политики Индии. США в 1954 году заключили военный союз с Пакистаном, что заставило индийское руководство расширить контакты с КНР и СССР.
26 января 1950 года Индия была провозглашена республикой, в этот день вступила в силу конституция Индии.
Правительство Индии ориентировалось на создание смешанной экономики, в 17 ведущих отраслях промышленности допускалась только государственная собственность. С 1953 года началась реализация программы общинного развития в деревне, предусматривавшей организацию сети учреждений по распространению передового сельскохозяйственного опыта, а также создание кооперативных объединений и панчаятов.
Между 22 июля и 2 августа 1954 вооружённые активисты напали на португальские силы, размещённые в Дадре и Нагар Хавели, и принудили их к сдаче.
После обретения Индией независимости встал вопрос о воссоединении с Индией французских владений. Поселения в Мачилипатнаме, Кожикоде и Сурате были переданы Индии в октябре 1947 года. В соответствии с договором между Францией и Индией, подписанным в 1948 году, жители остальных французских территорий в Индии должны были определить своё политическое будущее самостоятельно. Губернаторство Чандернагор было передано Индии 2 мая 1950 года, и 2 октября 1955 года присоединено к штату Западная Бенгалия. Анклавы Пондишери, Янам, Маэ и Карикал де-факто были переданы Индии 1 ноября 1954 года, образовав Союзную территорию Пондишери (в 2006 году название было заменено на Пудучерри), однако де-юре объединение Французской Индии с Индией произошло лишь в 1963 году, когда французский парламент ратифицировал этот договор.
Когда в 1956 году на базе доминирующих языков были образованы 14 штатов, проявилось недовольство этнических меньшинств. В 1960 году серьёзные волнения в штате Бомбей заставили центральные власти пойти навстречу требованиям о его разделении на два новых штата — Гуджарат и Махараштру. Сикхам удалось добиться успеха, когда в 1965 Пенджаб был разделен на штат Пенджаб, в котором сикхи составили большинство, и штат Харьяна с преимущественно индуистским населением. Ещё резче встала этническая проблема в северо-восточной Индии, где некоторые местные племена требовали независимости и поднимали с этой целью вооружённые восстания. Создание самостоятельных штатов Нагаленд (1963) и Мегхалая (1967) не привело к прекращению сепаратистских движений.
В 1961 году Индия осуществила военную операцию по присоединению португальской колонии Гоа.
Авторитет Неру в октябре 1962 года был существенно подорван после вторжения китайских войск на территорию Северо-Восточного пограничного агентства и в пределы гор Ладакх в Кашмире.
Пришедший в 1964 году на смену Неру в качестве премьер-министра Лал Бахадур Шастри принял решения о переориентации главного потока государственных инвестиций с тяжёлой индустрии на сельское хозяйство и о повышение роли частных и иностранных инвестиций в промышленности.
Революционно настроенные коммунисты-маоисты поддерживали вооружённые крестьянские бунты в нескольких штатах, где действовала КПИ (м). В конце 1960-х годов они организовали выступления малых народов в штате Андхра-Прадеш и членов зарегистрированных племен и каст (безземельных хариджанов) в Западной Бенгалии, которые были подавлены армией.
В 1965 году произошла вторая индо-пакистанская война. Боевые действия не выявили победителя; война завершилась вничью после вмешательства ООН. В 1966 году премьер-министром стала Индира Ганди. Она провела национализацию 14 крупнейших коммерческих банков. ИНК раскололся на два крыла — правящее во главе с Ганди и оппозиционное. Правящее крыло восторжествовало над оппозицией, победив на парламентских выборах в 1971 и в штатах в 1972 году.
Популярность Индиры Ганди достигла апогея в 1971 году в результате победы в третьей индо-пакистанской войне. В 1974 году Индия провела подземные испытания ядерного оружия, став, таким образом, новым членом «ядерного клуба». Но выдвинутое в 1975 году против Ганди обвинение в коррупции стало началом движения за её отставку. В ответ Ганди ввела в Индии чрезвычайное положение, вылившееся в массовые аресты политических оппонентов и широкую цензуру.
На парламентских выборах в марте 1977 года новая партия Джаната парти (Народная партия), представлявшая собой блок оппозиционных групп, одержала уверенную победу и отменила закон о чрезвычайном положении. Однако вскоре правительство Джанаты стало жертвой внутренних интриг, его глава Морарджи Десаи подал в отставку в 1979 году, и после выборов в 1980 году Индира Ганди вновь пришла к власти.
В июне 1984 года, после вспышки сикхского терроризма в Пенджабе, армейские части штурмом захватили святыню сикхов — Золотой храм в Амритсаре, что привело к гибели лидера сикхов Джарнайла Сингха Бхиндранвала и сотен его приверженцев, укрывшихся в храме. После этого 31 октября 1984 года Индира Ганди была убита двумя своими охранниками-сикхами. На посту премьер-министра её сменил сын — Раджив Ганди, который назначил парламентские выборы на конец 1984 года и одержал на них убедительную победу.
3 декабря 1984 года произошла Бхопальская катастрофа на химическом заводе корпорации Union Carbide, унёсшая жизни нескольких тысяч человек.
На выборах 1989 года оппозиционные партии объединились вокруг бывшего министра финансов В. П. Сингха, который затем возглавил правительство меньшинства.
Пришедший к власти в 1991 году премьер-министр Нарасимха Рао провёл в 1992 году решительные экономические реформы, призванные модернизировать производственную и научно-техническую базу страны. Реформы, превратили экономику Индии в одну из самых быстро развивающихся в мире, хотя огромная численность населения и вызванные этим проблемы заметно осложняют экономическое развитие страны. Менее успешной была деятельность правительства Нарасимха Рао по предотвращению межобщинных столкновений, возникших после разрушения ортодоксальными индуистами мечети Бабри в Айодхье 6 декабря 1992 года.
Проведённые Индией в 1998 г. ядерные испытания осложнили её отношения с большинством государств мира.
Последним на данный момент серьёзным конфликтом между Индией и Пакистаном стала в 1999 году «Каргильская война» в штате Кашмир.
В феврале-марте 2002 года произошла серия столкновений между индуистами и мусульманами в штате Гуджарат.
С 26 ноября по 29 ноября 2008 года произошла осуществлённая группой исламистских террористов серия терактов в городе Мумбаи.
В декабре 2019 года в различных городах Индии начались протесты в связи с принятием закона, предоставляющего индийское гражданство иммигрантам, не являющимся мусульманами, приведшие к столкновениям между индуистами и мусульманами.

### Ведийский период
- Рагозина З. А. История Индии (времен Риг-Веды). — СПб.: Издание А. Ф. Маркса, 1905. — XIII+496 с. С 46 рисунками и 1 картой.

### Буддийский период
- Религии мира. Учебное пособие / под ред. М. М. Шахнович. 2-е изд., доп. СПб.: Изд-во С.-Петербургского ун-та, 2005.

### Колонизация
- Антонова К. А. Английское завоевание Индии в XVIII в. М., 1958.
- Sir George Birdwood, «Report on the Miscellaneous Old Records in the India Office» (1879);
- M. Stephens, «Albuquerque and the Portuguese Settlements in India», в «Rulers of India» (Оксфорд, 1892);
- Raynal, «Histoire des établissements et du commerce des Europè ens dans les deux Indes» (1871) (не всегда точная);
- da Fonseca, «History and Archaeolog. Sketch of the City of Goa» (Бомбей, 1878).
- G. В. Malleson, «History of the French in India from the founding of Pondicherry in 1674 to the capture of that place in 1761» (нов. изд. Лонд., 1894);
- его же, «Final French struggles in India and on the Indian Seas» (Лонд., 1878); Hunter, «The Imperial Gazetteer of India» (2 изд., т. IV,ст. «French Possessions»).

### Современность
- Сафронова А. Л. Глава 4. Государства Южной Азии во второй половине XX в. // Новейшая история стран Азии и Африки, XX век: Учебник для студентов высших учебных заведений: В 3 ч. Часть 2: 1945—2000 / Под ред. А. М. Родригеса. — М.: Гуманитарный издательский центр Владос, 2001. — С. 221—315. — 320 с. — ISBN 5-691-00644-4, ISBN 5-691-00820-X(II).

### Разное
- Абрамян Р. А. Армянские источники XVIII в. об Индии. — Ереван, 1968.
- Алаев Л. Б., Вигасин А. А., Сафронова А. Л. История Индии. — М.: Дрофа, 2010. — 544 с. — (Высшее образование). — ISBN 978-5-358-04667-2
- Антонова К. А., Бонгард-Левин Г. М., Котовский Г. Г. История Индии. — 2-е изд., испр. и доп. — М.: Мысль, 1979. — 608 с. — 22 000 экз. (1-е изд. — 1973)
- Бонгард-Левин Г. М., Ильин Г. Ф. Индия в древности. — М.: Наука, Главная редакция вост. лит-ры, 1985. — 758 с.
- Бонгард-Левин Г. М. Древнеиндийская цивилизация: История, религия, философия, эпос, литература, наука, встреча культур. — М.: ИФ «Восточная литература» РАН, 2007. — 494 с.: ил.
- Бэшем А. Л. Чудо, которым была Индия / Пер. с англ. Под ред. Г. М. Бонгард-Левина. — М.: Наука, Главная ред. восточной лит-ры, 1977. — 616 с.: ил. — (Культура народов Востока).
- Воейков А. И., Булич С. К., Яновский А. Е. Индия // Энциклопедический словарь Брокгауза и Ефрона : в 86 т. (82 т. и 4 доп.). — СПб., 1890—1907.
- Новая история Индии / отв. ред. К. А. Антонова и др. — М.: Издательство восточной литературы, 1961.
- Синха Н. К., Банерджи А. Ч. История Индии. — М.: Издательство иностранной литературы, 1954.
- Юрлов Ф. Н., Юрлова Е. С. История Индии. XX век. — М.: Институт востоковедения РАН, 2010. — 920 с. — (История стран востока. XX век). — ISBN 978-5-89292-434-7.
- Шарма Рам Шаран. Древнеиндийское общество / Пер. с англ. Н. Носова, Е. Зеньковского. Под ред. Г. М. Бонгард-Левина. — М.: Прогресс, 1987. — 632 с.